# Iain Softley
Iain Softley est un réalisateur britannique né le 30 novembre 1956. Il a effectué son cursus scolaire au Queens' College, de Cambridge.
Il a également réalisé le clip de Toni Braxton, How Could An Angel Break My Heart.

## Filmographie
- 1994 : Backbeat : Cinq Garçons dans le vent
- 1995 : Hackers
- 1997 : Les Ailes de la colombe (The Wings of the Dove)
- 2001 : K-PAX : L'Homme qui vient de loin
- 2005 : La Porte des secrets (The Skeleton Key)
- 2008 : Cœur d'encre (Inkheart)
- 2013 : Trap for Cinderella (également scénariste)
- 2015 : Curve